# Plectrohyla bistincta
La rana arbórea de pliegue mexicana (Plectrohyla bistincta) es una especie de anfibio de la familia Hylidae. Es endémica de México.
Sus hábitats naturales incluyen bosques templados y ríos. Está amenazada de extinción por la destrucción de su hábitat natural.